# Mali i Gramës
Mali i Gramës je vrch v pohoří Korab, v Albánii. Dosahuje výšky 2345 m n. m. Vrchol se nachází cca 1,5 km západně od hlavního hřebene hor, kde se nachází hranice se Severní Makedonií.
Názvem této hory je kromě vrcholku označován celý horský masiv jihozápadním směrem od Korabu, tedy cca 8 km od hlavního hřebene na severovýchod. Severně od Mali i Gramës vede v hlubokém údolí řeka Grama, která protéká hlubokým kaňonem. Na jedné z teras této řeky se nachází i jezero v nadmořské výšce 1750 m n. m. V okolí hory se nacházejí ložiska sádry a krasové útvary.
Hora klesá ze severní strany prudkou skalní stěnou. Přístupná je směrem z jihozápadu. Dvě vesnice, které se v její blízkosti nacházejí (Çerjan na jižní a Zimur na jihozápadní straně) se rozkládají v nadmořské výšce 1300 m, což z nich činí nejvýše osídlené vesnice na území Albánie.